# 阿部慈園
阿部 慈園（あべ じおん、1947年（昭和22年）7月30日 - 2001年（平成13年）1月24日）は、日本の仏教学者。曹洞宗の僧。新潟県生まれ。
明治大学文学部教授、東方学院総務兼講師、鎌倉・黙仙寺住職を務めた。

## 来歴
駒澤大学大学院修了。東京大学大学院印度哲学専攻博士課程満期退学。インドのプーナ大学（英語版）及びバンダルカル東洋学研究所（英語版）で博士号取得。明治大学文学部教授。東方学院総務兼講師。鎌倉・黙仙寺住職を務める。
1989年中村元東方学術賞奨励賞受賞。
2001年1月24日、下顎癌のため死去。
駒澤大学時代の友人に広瀬良弘、川口高風がいる。

## 著書
- 『インド仏教文化入門』東京書籍、1989
- 『あなただけの般若心経』小学館、1990
- 『インド四季暦 春・夏そして雨季』石川響画 東京書籍、1992
- 『インド四季暦 秋・冬そして寒季』石川響画 東京書籍、1993
- 『あなただけの観音経』小学館、1993
- 『比較宗教思想論 1 (インド)』北樹出版、1995
- 『心のともしびを求めて 仏教文化へのいざない』中村元監修 春秋社、1998
- 『頭陀の研究 パーリ仏教を中心として』春秋社、2001

### 共編著
- 『比較宗教思想論 2 (中国・韓国・日本)』編著 北樹出版、1997
- 『あなただけの阿弥陀経』中村元監修 本部圓静、高橋秀栄共著 小学館、1998
- 『精進料理入門 心と体を癒すほとけの智慧』編著 伊藤道哉ほか著 大法輪閣、1998
- 『金剛般若経の思想的研究』編 春秋社、1999
- 『原典で読む原始仏教の世界』中村元監修 編 東京書籍、2000
- 『あなただけの法華経』中村元監修 梶谷亮治図版解説 高橋秀榮書 小学館、2001

### 翻訳
- 『ジャータカ全集 10』中村元監修・補注 辛島静志、岡田行弘、岡田真美子共訳 春秋社、1988

### 追悼論集
- 『仏教の修行法 阿部慈園博士追悼論集』木村清孝監修 春秋社、2003

### 論文
- CiNii>阿部慈園

## 参考
- 「年譜」『仏教の修行法 阿部慈園博士追悼論集』